# Выборы в Екатеринбургскую городскую думу (2000 и 2001)
Выборы в Екатеринбургскую городскую думу III-го созыва, из-за кризиса доверия граждан к Екатеринбургской городской думе, проводились три раза. 

## Предшествующие события
Население Екатеринбурга, пережив потрясения 90-х годов, а также пройдя через череду выборов 1999 года, и избрав некомпетентных лиц, а также увидев фактическую беспомощность ЕГД перед городской администрацией, а также сокращения её автономии, становилось стремительно аполитичным, создав угрожающую ситуацию для предстоящих выборов в ЕГД, которые могли сорваться из-за обязательной 25 % явки.

## Ход выборов
Основные выборы прошли 18 июня 2000 года, на которых было избрано 5 из 27 депутатов ввиду критически низкой явки, что вызвало начало долгого политического кризиса в Екатеринбурге. Таким образом, срок ЕГД II-го созыва фактически истёк, и она не имела с того момента каких-либо юридических полномочий, однако из-за того, что новая дума не была созвана ввиду порога явки, сложилась ситуация, когда дума второго созыва продолжила исполнять свои полномочия, что оспаривалось административными органами власти.
Первые довыборы состоялись 17 декабря того же года, на которых были избраны ещё 11 депутатов (итого 16 из 27).
Вторые довыборы прошли 25 марта 2001 года, где были избраны ещё 8 депутатов. После этого кворум для созыва был набран, и 30 марта прошло первое заседание ЕГД III-го созыва, где собрались все 24 из 27 избранных депутата.

## Результаты выборов
| Итоги выборов в Екатеринбургскую городскую думу III-го созыва |      |       |
| Партия                                                        | Мест | +/-   |
| Независимые                                                   | 8    | ▼     |
| Межрайонная депутатская группа                                | 5    | новая |
| Единство                                                      | 4    | новая |
| Наш дом — наш город                                           | 2    | новая |
| Союз правых сил                                               | 2    | новая |
| Женщины России                                                | 1    | ▬     |
| Евразия                                                       | 1    | новая |
| ОПС «Уралмаш»                                                 | 1    | новая |
| Вакантно                                                      | 3    | ▲     |
| Действительных голосов                                        | -    | -     |
| Недействительных голосов                                      | -    | -     |
|                                                               |      |       |
| Всего                                                         | 27   | ▬     |
| Зарегистрированных избирателей / Явка                         | -    | -     |